# 吉田村 (愛知県中島郡)
吉田村（よしだむら）は、愛知県中島郡にかつてあった村。
現在の稲沢市の南東部に該当する。

## 歴史
- 1889年（明治22年）10月1日 - 込野村、大矢村、牛踏村、付島村が合併し発足。
- 1906年（明治39年）5月10日 - 実田村、豊田村、三宅村、及び大江村の一部、井長谷村の一部と合併し、千代田村発足。吉田村は廃止。